# Вишенаменски борбени авион
Вишенаменски борбени авион је способан за више борбених улога, а то су борба ваздух-ваздух, ваздух-тло и извиђање у и из ваздушног простора. Старије генерације вишенаменских борбених авиона испуњавале су те услове са истом основом змаја авиона, а са различитим опремањем и наоружавањем. Ограничено је пилот могао мењати одлуку да у току једног лета пређе са једне врсте задатка на другу.
Код савремених вишенаменских авиона та граница је померена. Ови борбени авиони располажу са нападачко-навигацијским системом у дигиталној технологији и моћним софтвером, који пилоту омогућавава да у току лета, према потреби, промени одлуку и да пређе са једног типа задатка на други. Пилот у томе случају може да једноставно и брзо изврши софтверску реконфигурацију система, за промену задатка и да пређе на реализацију новог, у оквиру могућности тренутно ношених средстава наоружања и опреме у авиону и у његовим контејнерима.
Са вишенаменским авионима, са истим бројем примерака, повећава се ефикасност употребе, организације, командовања и садејства. Рационалнија је експлоатација и постиже се виши степен стандардизације и типизације у систему одбране. Коначно, повољнији су и економски ефекти за исти ниво оперативних задатака.

## Историја термина
Вишенаменски борбени абион је био наслов европског међународног пројекта у 1968. години на изради авиона Торнадо. Пројекат се скраћено називао Вишенаменски авион (МРА - енгл. Multi-Role Aircraft).

## Карактеристике пројекта вишенаменског борбеног авиона
Да би савремени борбени авион испунио вишенаменске услове, мора за то бити његов пројекат посебно оптимизиран у неколико сегмената.
- Аеродинамика, првенствено крила, мора бити компромисно решена за добре перформансе у целој анвелопи лета.
- Погон са двопроточним турбомлазним мотором са средњим степеном двопроточности ваздуха од око 0,5.
- Нападно-навигацијски систем са напредним сензорима (међу којима је најважнији вишенаменски радар) и са моћним рачунаром и уграђеним софтвером.
- Разноврстан асортиман и довољна количина наоружања.
- Извршена интеграција извиђачке и опреме за против електронске мере, првенствено у контури авиона, што није могуће са алтернатвним подвешавањем у контејнерима.

## Примери
СФРЈ је развијала Нови авион који би по својим карактеристикама и могућности употребе у потпуности одговарао стандардима једног вишенаменског борбеног авиона.
| Регион          | Држава                                              | Авион                                  | Примедба                                                                 |
| --------------- | --------------------------------------------------- | -------------------------------------- | ------------------------------------------------------------------------ |
| Европа          | Велика Британија, · Немачка и · Италија             | Панавија торнадо                       | Оригинални назив је "Вишенаменски борбени авион".                        |
| Европа          | Велика Британија, · Немачка, · Италија и · Шпанија. | Јурофајтер тајфун                      | Описан као веома добар ловац за ваздушну премоћ и напад циљева на земљи. |
| Европа          | Француска                                           | Дасо Мираж 2000                        |                                                                          |
| Европа          | Француска                                           | Дасо Рафал                             | Алтернативни назив произвођача је „ловац/ловац-бомбардер“                |
| Европа          | Шведска                                             | САБ ЈАС 39 Грипен                      |                                                                          |
| Европа          | Русија                                              | Сухој ПАК ФА                           |                                                                          |
| Европа          | Русија                                              | Сухој Су-35                            |                                                                          |
| Европа          | Русија                                              | Сухој Су-30                            |                                                                          |
| Европа          | Русија                                              | Сухој Су-27М                           |                                                                          |
| Европа          | Русија                                              | Микојан МиГ-35                         |                                                                          |
| Европа          | Русија                                              | Микојан МиГ-29М                        |                                                                          |
| Северна Америка | Сједињене Државе                                    | F-4 Фантом                             |                                                                          |
| Северна Америка | Сједињене Државе                                    | F-16 фајтинг фалкон                    |                                                                          |
| Северна Америка | Сједињене Државе                                    | F/А-18 Хорнет и F/А-18Е/F Супер Хорнет | 'А' у "F/А“ говоре о Јуришнику, а F о ловцу                              |
| Северна Америка | Сједињене Државе                                    | F-35 лајтнинг II                       |                                                                          |
| Азија           | Кина                                                | Ченгду Ј-10                            |                                                                          |
| Азија           | Кина                                                | Шенјанг J-11                           |                                                                          |
| Азија           | Кина                                                | Ченгду J-20                            |                                                                          |
| Азија           | Кина                                                | Шенјанг Ј-31                           |                                                                          |
| Азија           | Кина and Пакистан                                   | ЈФ-17 Тандер                           |                                                                          |
| Азија           | Индија                                              | ХАЛ Тејас                              |                                                                          |

## Види
- Јуришни авиони
- Ловци пресретачи
- Ловачки авион
- Ловачко-бомбардерски авион
- Бомбардерски авион